# Малый вьюрковый жаворонок
Малый вьюрковый жаворонок (лат. Eremalauda dunni) — вид воробьиных птиц из семейства жаворонковых (Alaudidae).

## Описание
Голова большая, длина тела 14—15 см, размах крыльев 25—30 см. Оперение спинной стороны бледное, песочно-коричневогого цвета с более темными пестринами. Брюшная сторона — светлая с тёмными пестринами на груди. Над глазом светлое пятно, вокруг глаза — светлое кольцо. Под глазом темное пятно и темные полосы в виде усов.

## Систематика
Ещё один вид, ранее относимый к Eremalauda, перенесён в другой род: малый жаворонок Старка (Spizocorys starki (Shelley, 1902))